# إدوين إف. سويت
إدوين إف. سويت هو محامي وسياسي أمريكي، ولد في 21 نوفمبر 1847 في دانسفيل ليفينغستون مقاطعة في الولايات المتحدة، وتوفي في 2 أبريل 1935 في أوجي في الولايات المتحدة. نشط حزبياً في الحزب الديمقراطي. وقد انتخب عضو مجلس النواب الأمريكي ‏.